# (3692) Rickman
Pour les articles homonymes, voir Rickman.
(3692) Rickman est un astéroïde de la ceinture principale.

## Description
(3692) Rickman est un astéroïde de la ceinture principale. Il fut découvert le 25 avril 1982 à la station Anderson Mesa par Edward L. G. Bowell. Il présente une orbite caractérisée par un demi-grand axe de 2,72 UA, une excentricité de 0,15 et une inclinaison de 11,4° par rapport à l'écliptique.

## Compléments